# Гоша 410
Гоша 410 је троделни путнички електро-моторни воз које је израђивани у фабрици вагона Гоша у Смедеревској Паланци током 70-их година 20. века. Произведено је укупно три гарнитуре, које су имале популаран назив "летећи шумадинац".

## Развој
Након електрификације значајних железничких праваца крајем 60-их и почетком 70-их, стручњаци из Гоше су се одлучили да уђу у развој путничког електро-моторног воза за југословенску железницу који би служио за приградски и регионални саобраћај. Након извесног времена израђен је прототип - троделни електро-моторни воз, диодно вучно возило монофазног система 25 kV,50 Hz, основни састав са електро-моторним колима у средини, УК - МК - УК, и осовинским распоредом 2’2’+B’oB’o+2’2’. У возу је била уграђена електрична опрема Групмент (Groupment) и обртно постоље типа Вегман са диск кочницом. Гоша 410 је располагала са пнеуматском и електро-отпорничком кочницом Оерликен-Рапид, а аутоматско квачило је било Шарфенберг (Scharfenberg). До краја 70-их израђене су три гарнитуре које су дате на пробу ЖТП БГД.

## Саобраћај
Гоша 410 је на пробним вожњама показала добре карактеристике. Међутим, Југословенске железнице које су биле тада јако заинтересоване за масовнију набавку путничких електро-моторних возова, на крају су се одлучили за страног произвођача из СССР. ЖТП БГД ЈЖ је купило гарнитуре ЕМВ 412/416 фабрике РВР из СССР, данашња Летонија, и после свих тестова и проба пуштене су у редован саобраћај 25. септембра 1980. Ово је уједно био и крај Гоше 410, првог домаћег ЕМВ, који никада није ушао у серијску производњу. Званично објашњење је било да због измирења дела клириншког дуга СССР цене ових гарнитура као и делова су знатно били јефтинији од гошиног ЕМВ, који је имао одређене делове западних произвођача који су знатно скупљи. После 3-4 године експлантације, три гарнитуре Гоше 410, су због недостатка делова повучене из железничког саобраћаја и остављене без намере да се ремонтују и набаве потребни делови. Данас се могу наћи зарђали остаци једне гарнитуре недалеко од Смедерева. 

## Технички подаци
| Параметар                         | Подаци                                 |
| --------------------------------- | -------------------------------------- |
| Систем ел. вуче                   | 25 kV, 50 Hz                           |
| Дужина гарнитуре                  | 74300 мм                               |
| Дужина сандука МК и УК            | 24200 мм                               |
| Ширина сандука МК                 | 2831 мм                                |
| Висина сандука са новим точковима | 3690 мм                                |
| Пречник новог точка у МК          | 1000 мм                                |
| Пречник новог точка у УК          | 920 мм                                 |
| Маса МК                           | 127,4 т                                |
| Маса УК                           | 35 т                                   |
| Бруто маса воза                   | 135 т                                  |
| Број вучних мотора                | 4                                      |
| Трајна снага воза                 | 1180 kW                                |
| Трајна брзина                     | 65 км/ч                                |
| Једночасовна снага                | 1360 kW                                |
| Једночасовна брзина               | 61 км/ч                                |
| Макс. експл. брзина               | 120 км/ч                               |
| Пренос однос ос. преносника       | 5,05                                   |
| Број степена на степ. прекидачу   | 28                                     |
| Број степена сл. поља             | 2                                      |
| Укупан бр. места за седење        | 228                                    |
| Број места за седење УК 1         | Првог разреда: 24 - Другог разреда: 44 |
| Број места за седење УК 2         | 84                                     |
| Број места за седење МК           | 76                                     |
| Укупан бр. места за стајање       | 207                                    |
| Број места за стајање МК          | 75                                     |
| Број места за стајање УК 1        | 60                                     |
| Број места за стајање УК 2        | 72                                     |